# Großsteingrab Kläden (Arendsee)
Das Großsteingrab Kläden war eine mögliche megalithische Grabanlage der jungsteinzeitlichen Tiefstichkeramikkultur bei Kläden, einem Ortsteil von Arendsee (Altmark) im Altmarkkreis Salzwedel, Sachsen-Anhalt. Es wurde wohl spätestens im 19. Jahrhundert zerstört. Eine Beschreibung der Anlage liegt nicht vor, ihre mögliche Existenz ist nur durch die Bezeichnung „Steinberg-Stücke“ auf einem historischen Messtischblatt belegt. Es ist nicht zu verwechseln mit dem noch vorhandenen Großsteingrab Kläden im Landkreis Stendal.